# Thelidiopsis
Thelidiopsis är ett släkte av svampar som beskrevs av Edvard(Edward) August Vainio. Thelidiopsis ingår i familjen Verrucariaceae, ordningen Verrucariales, klassen Eurotiomycetes, divisionen sporsäcksvampar och riket svampar.
Släktet innehåller bara arten Thelidiopsis lapponica.